# Reial decret
En el sistema jurídic espanyol, un reial decret (RD) és una norma jurídica amb rang de reglament, que emana del Govern d'Espanya en virtut de les competències atribuïdes per la Constitució Espanyola de 1978. Està situada, quant al seu rang normatiu, immediatament per davall les normes amb rang de llei i per sobre de l'ordre ministerial. Els governs d'altres administracions autonòmiques o locals també gaudeixen de la potestat reglamentària mitjançant el decret, que essencialment té el mateix valor jurídic que el RD, tot i que el nom de reial decret està reservat al govern de l'administració central.
Es diferencia de la llei en el fet que el reial decret emana del poder executiu i no del legislatiu. La seva diferència amb la segona és que el reial decret precisa l'aprovació del President del Govern o de l'acord el Consell de Ministres, mentre que l'ordre ministerial pot aprovar-se per part d'un sol ministeri.
Tant els reials decrets com les ordres ministerials integren la potestat reglamentària de l'administració pública. Els reglaments, en virtut del principi de jerarquia normativa, no poden contradir allò disposat a les lleis, i en general tampoc desenvolupar aspectes que la llei no reguli, i la Constitució prohibeix que regulin un conjunt de matèries reservades a les lleis.

## Reial decret llei
El reial decret llei és una norma jurídica amb rang de llei, pròpia de països amb monarquia parlamentària, que emana del poder executiu i és dictada en cas d'extraordinària i urgent necessitat. Existeix també en altres països, i fins i tot en algunes comunitats autònomes espanyoles, entre elles Catalunya i el País Valencià, on s'anomena decret llei. Tot i la nomenclatura similar a la del RD, el reial decret llei desenvolupa la capacitat legislativa del govern, que en general presenta un text a les corts corresponents, on radica fonamentalment el poder legislatiu, per a sotmetre-les a ratificació o revocació del mateix seguint un debat simplificat del text que es sotmès sense esmenes decretat pel govern en un termini breu de temps.